# Джеффрі Маклафлін (веслувальник)
Джеффрі Маклафлін (англ. Jeffrey McLaughlin, 31 жовтня 1965) — американський академічний веслувальник.
Срібний призер Олімпійських Ігор 1992 року в складі розпашної четвірки без стернового, бронзовий призер 1988 року в складі вісімки.
Чемпіон світу 1987 року в складі вісімки, срібний призер 1991 року в складі розпашної четвірки без стернового.